# Discipline (King Crimson)
| Recensione | Giudizio |
| ---------- | -------- |
| AllMusic   |          |

Discipline è l'ottavo album in studio del gruppo musicale britannico King Crimson, pubblicato il 22 settembre 1981 dalla E.G. Records e dalla Polydor Records.

## Il disco
Il titolo dell'album è lo stesso utilizzato per alcune settimane dal gruppo, allora appena ricostituito, prima di riprendere il nome storico. Sarà anche il nome dell'etichetta discografica che Robert Fripp fonderà negli anni novanta.
Discipline è il primo disco dopo una rottura durata sette anni; è un disco eclettico, molto vicino al suono dei Talking Heads di Remain in Light, al quale Fripp e Belew avevano da poco partecipato. Sconcertante per quelli che erano abituati ai primi King Crimson, oggi risulta fondamentale come In the Court of the Crimson King, Larks' Tongues in Aspic o Red, mescolando suoni new wave tipici degli anni '80 con atmosfere pesanti e scure del decennio precedente.

## Tracce
Testi di Adrian Belew, musiche dei King Crimson.
Lato A
1. Elephant Talk – 4:42
2. Frame by Frame – 5:08
3. Matte Kudasai – 3:45
4. Indiscipline – 4:31

Lato B
1. Thela Hun Ginjeet – 6:25
2. The Sheltering Sky – 8:22
3. Discipline – 5:02

Traccia bonus nella riedizione del 2001
1. Matte Kudasai (Alternative Version) – 3:50

## Formazione
Gruppo
- Adrian Belew – chitarra, voce principale
- Robert Fripp – chitarra, devices
- Tony Levin – Chapman Stick, basso, voce di supporto
- Bill Bruford – batteria

Produzione
- King Crimson, Rhett Davies – produzione
- Nigel Mills – assistenza tecnica